# Krndija
Krndija est une chaîne de montagnes de Slavonie, en Croatie. Elle est située au sud d'Orahovica et de Našice et au nord de Požega.
Le point le plus occidental de la chaîne est le col qui relie Orahovica à Kutjevo. Le point le plus oriental est difficile à déterminer, car la chaîne tombe progressivement dans les basses terres près de Đakovo et plus à l'est, près de Vinkovci.
Le point culminant est Kapovac, situé dans la partie ouest de la chaîne à 792 mètres d'altitude. Le pic de la partie centrale de la chaîne culmine à 263 mètres d'altitude.